# Südostdeutsche Fußballmeisterschaft 1924/25

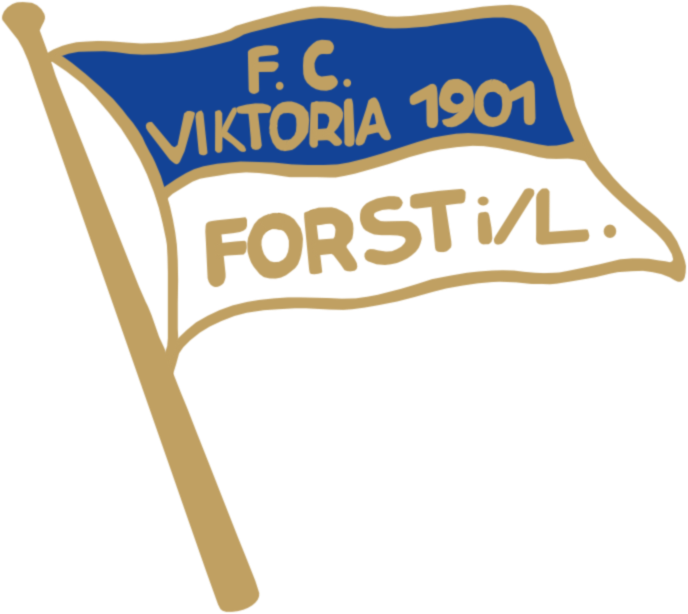
FC Viktoria Forst – Südostdeutscher Meister 1925

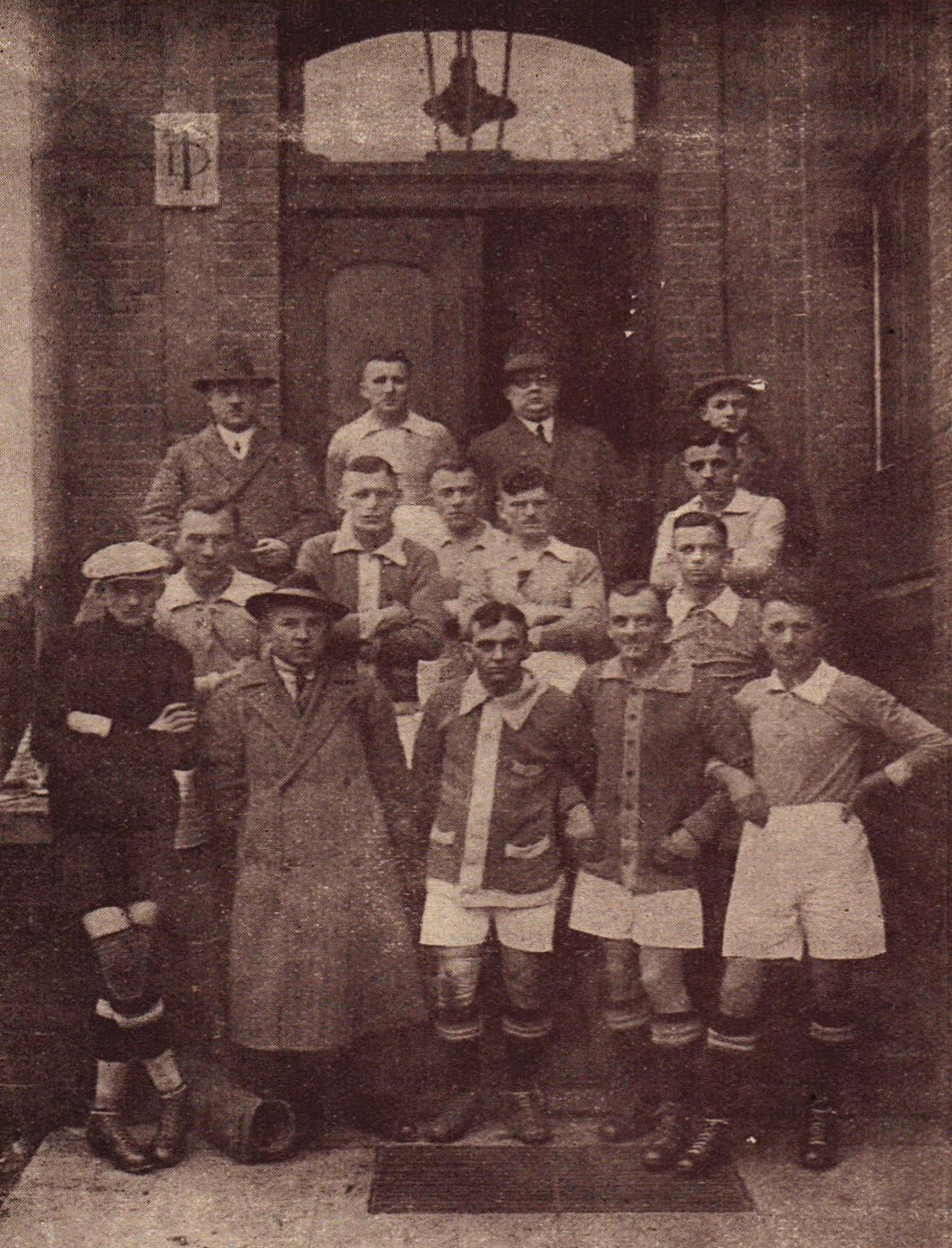
Spieler des FC Viktoria Forst im Jahr 1925.

Die südostdeutsche Fußballmeisterschaft 1924/25 war die vierzehnte Austragung der südostdeutschen Fußballmeisterschaft des Südostdeutschen Fußball-Verbandes (SOFV). Die Meisterschaft gewann zum ersten Mal der FC Viktoria Forst in einem Entscheidungsspiel gegen den Breslauer SC 08 mit 1:0, nachdem in der Endrunden-Tabelle Punktgleichheit herrschte. Durch den Gewinn dieser Verbandsmeisterschaft qualifizierten sich die Forster zum zweiten Mal für die deutsche Fußballmeisterschaft 1924/25. Bei dieser schied Viktoria Forst nach einer 1:2-Heimniederlage gegen Schwarz-Weiß Essen im Achtelfinale aus. Seit dieser Saison war ebenfalls der Vizemeister des SOFV für die Endrunde qualifiziert, so dass auch der Breslauer SC an der Meisterschaftsentscheidung teilnehmen konnte. Durch ein 2:1-Erfolg über den VfB Leipzig im Achtelfinale erreichte Breslau das Viertelfinale, welches mit 1:4 gegen den 1. FC Nürnberg verloren ging.

## Modus
Die Fußballmeisterschaft wurde in diesem Jahr erneut in fünf regionalen Meisterschaften ausgespielt, deren Sieger für die Endrunde qualifiziert waren. Bis auf den Bezirk Oberlausitz gab es in allen anderen Regionen regionale Unterteilungen der obersten Liga.
| Bezirk          | Bezirksmeister        | Bezirkseinteilung                                                                |
| --------------- | --------------------- | -------------------------------------------------------------------------------- |
| Niederlausitz   | FC Viktoria Forst     | Forst, Cottbus, Senftenberg                                                      |
| Oberlausitz     | Saganer SV            |                                                                                  |
| Niederschlesien | SpVgg Schupo Liegnitz | Abteilung A, Abteilung B                                                         |
| Mittelschlesien | Breslauer SC 08       | Breslau, Oels, Brieg, Namslau, Münsterberg                                       |
| Oberschlesien   | Beuthener SuSV 09     | Beuthen, Gleiwitz (Ost, West), Ratibor, Oppeln (Ost, West), Neustadt (Ost, West) |

## Bezirksliga Niederlausitz
Die Bezirksklasse Niederlausitz wurde erneut in drei regionalen Gauligen ausgetragen, deren Sieger in einer Finalrunde aufeinander trafen. Es setzte sich der FC Viktoria Forst durch und wurde somit zum fünften Mal Niederlausitzer Fußballmeister. Zur kommenden Saison wurde eine eingleisige Liga über den 3 Gauligen eingeführt.

### Gau Forst
| Pl. | Verein                | Sp. | S  | U | N | Tore    | Quote | Punkte |
| --- | --------------------- | --- | -- | - | - | ------- | ----- | ------ |
| 1.  | FC Viktoria Forst (M) | 14  | 13 | 1 | 0 | 060:700 | 8,57  | 27:10  |
| 2.  | FC Askania Forst      | 14  | 10 | 2 | 2 | 030:100 | 3,00  | 22:60  |
| 3.  | FC Deutschland Forst  | 14  | 8  | 1 | 5 | 029:250 | 1,16  | 17:11  |
| 4.  | VfB 1901 Forst        | 14  | 7  | 1 | 6 | 030:260 | 1,15  | 15:13  |
| 5.  | SpVgg 12/15 Guben (N) | 14  | 4  | 1 | 9 | 022:470 | 0,47  | 09:19  |
| 6.  | SV Amicitia Forst     | 14  | 3  | 2 | 9 | 021:380 | 0,55  | 08:20  |
| 7.  | FV 08 Forst (N)       | 13  | 2  | 2 | 9 | 018:390 | 0,46  | 06:20  |
| 8.  | SV Fortuna Forst (N)  | 13  | 2  | 2 | 9 | 010:280 | 0,36  | 06:20  |

| (M) | Titelverteidiger Bezirk        |
| (N) | Aufsteiger aus der Kreisklasse |

### Gau Cottbus
| Pl. | Verein                 | Sp. | S  | U | N  | Tore    | Quote | Punkte |
| --- | ---------------------- | --- | -- | - | -- | ------- | ----- | ------ |
| 1.  | FV Brandenburg Cottbus | 12  | 11 | 0 | 1  | 041:120 | 3,42  | 22:20  |
| 2.  | Cottbuser FV 98        | 12  | 9  | 0 | 3  | 042:100 | 4,20  | 18:60  |
| 3.  | SC Union Cottbus       | 12  | 8  | 0 | 4  | 020:190 | 1,05  | 16:80  |
| 4.  | SC Wacker Ströbitz     | 12  | 5  | 0 | 7  | 015:200 | 0,75  | 10:14  |
| 5.  | Cottbuser SC           | 11  | 3  | 0 | 8  | 019:250 | 0,76  | 06:16  |
| 6.  | TV 1861 Cottbus        | 11  | 3  | 0 | 8  | 010:370 | 0,27  | 06:16  |
| 7.  | SC Viktoria Cottbus    | 12  | 2  | 0 | 10 | 015:390 | 0,38  | 04:20  |

### Gau Senftenberg
| Pl. | Verein                         |
| --- | ------------------------------ |
| 1.  | SC Hertha Hörlitz              |
| 2.  | SC Corona Neupetershain        |
| *   | VfB Senftenberg                |
| *   | FC Alemannia Großräschen (N)   |
| *   | SpVgg Eintracht Neu Welzow (N) |
| *   | FC Viktoria Kostebrau          |
| *   | VfB Klettwitz                  |
| *   | Hoyerswerdaer SV 1919          |

| (N) | Aufsteiger aus der Kreisklasse |

### Niederlausitzer Bezirksmeisterschaft
| Pl. | Verein                                      | Sp. | S | U | N | Tore    | Quote | Punkte |
| --- | ------------------------------------------- | --- | - | - | - | ------- | ----- | ------ |
| 1.  | FC Viktoria Forst (M) (Sieger Gau Forst)    | 2   | 2 | 0 | 0 | 008:200 | 4,00  | 04:0   |
| 2.  | FV Brandenburg Cottbus (Sieger Gau Cottbus) | 2   | 1 | 0 | 1 | 009:200 | 4,50  | 02:20  |
| 3.  | SC Hertha Hörlitz (Sieger Gau Senftenberg)  | 2   | 0 | 0 | 2 | 002:150 | 0,13  | 0:40   |

| (M) | Titelverteidiger Bezirk |

## Bezirksliga Oberlausitz
Die Bezirksliga Oberlausitz wurde mit folgendem Tabellenstand beendet. Der Saganer SV wurde zum dritten Mal Oberlausitzer Fußballmeister.
| Pl. | Verein                   | Sp. | S  | U | N  | Tore    | Quote | Punkte |
| --- | ------------------------ | --- | -- | - | -- | ------- | ----- | ------ |
| 1.  | Saganer SV (M)           | 14  | 12 | 1 | 1  | 034:800 | 4,25  | 25:30  |
| 2.  | STC Görlitz              | 14  | 11 | 2 | 1  | 045:900 | 5,00  | 24:40  |
| 3.  | Gelb-Weiß Görlitz        | 14  | 8  | 3 | 3  | 024:160 | 1,50  | 19:90  |
| 4.  | VfB Sorau                | 14  | 6  | 2 | 6  | 022:320 | 0,69  | 14:14  |
| 5.  | VfB Lauban               | 14  | 3  | 3 | 8  | 030:310 | 0,97  | 09:19  |
| 6.  | Sportfreunde Seifersdorf | 14  | 2  | 3 | 9  | 021:300 | 0,70  | 07:21  |
| 7.  | Görlitzer SV 1912        | 14  | 3  | 1 | 10 | 026:490 | 0,53  | 07:21  |
| 8.  | SV Hirschberg 1919 A     | 14  | 3  | 1 | 10 | 017:440 | 0,39  | 07:21  |

| (M) | Titelverteidiger Bezirk |

Es fanden am 2. August 1925 und am 9. August 1925 Relegationsspiele zwischen den Sportfreunden Seifersdorf und dem Sieger der 1. Klassen, SC Halbau, statt. Die Ergebnisse sind nicht überliefert, da jedoch die Sportfreunde Seifersdorf auch in der kommenden Spielzeit in der Bezirksliga spielten, ist davon auszugehen, dass diese die Relegationsspiele siegreich gestalteten.

## Bezirksliga Niederschlesien
Die Bezirksliga Niederschlesien wurde diese Saison in zwei Staffeln ausgetragen, deren Sieger Entscheidungsspiele austrugen. Die SpVgg Schutzpolizei Liegnitz gewann zum ersten und einzigen Mal die Meisterschaft. Zur kommenden Spielzeit wurden beide Staffeln zusammengeschlossen. Außerdem wurde mit Bergland ein sechster Bezirk eingeführt, wodurch einige Vereine zur kommenden Spielzeit in diesen Bezirk wechselten.

### Abteilung A
| Pl. | Verein                                 | Sp. | S | U | N | Tore    | Quote | Punkte |
| --- | -------------------------------------- | --- | - | - | - | ------- | ----- | ------ |
| 1.  | SpVgg 1896 Liegnitz                    | 11  | 8 | 0 | 3 | 023:700 | 3,29  | 16:60  |
| 2.  | VfB Liegnitz (N)                       | 12  | 6 | 2 | 4 | 021:210 | 1,00  | 14:10  |
| 3.  | FV 1920 Züllichau B                    | 9   | 6 | 1 | 2 | 012:900 | 1,33  | 13:50  |
| 4.  | Vereinigte Grünberger Sportfreunde     | 8   | 4 | 2 | 2 | 013:130 | 1,00  | 10:60  |
| 5.  | Vereinigte Sportfreunde Preußen Wohlau | 8   | 3 | 0 | 5 | 005:170 | 0,29  | 06:10  |
| 6.  | FC Blitz Liegnitz                      | 12  | 1 | 2 | 9 | 005:400 | 1,25  | 04:20  |
| 7.  | DSC Neusalz                            | 6   | 1 | 1 | 4 | 005:130 | 0,38  | 03:90  |

| (N) | Aufsteiger aus der 1. Klasse |

### Abteilung B
| Pl. | Verein                                | Sp. | S | U | N | Tore    | Quote | Punkte |
| --- | ------------------------------------- | --- | - | - | - | ------- | ----- | ------ |
| 1.  | SpVgg Schupo Liegnitz                 | 12  | 8 | 3 | 1 | 027:110 | 2,45  | 19:50  |
| 2.  | SpVgg 1908 Reichenbach C              | 12  | 8 | 1 | 3 | 037:110 | 3,36  | 17:70  |
| 3.  | SV Preußen Waldenburg-Altwasser C (N) | 11  | 5 | 1 | 5 | 015:150 | 1,00  | 11:11  |
| 4.  | Waldenburger SV 09 C                  | 12  | 4 | 3 | 5 | 011:240 | 0,46  | 11:13  |
| 5.  | Schweidnitzer FV C (N)                | 11  | 5 | 0 | 6 | 013:310 | 0,42  | 10:12  |
| 6.  | SV Silesia Freiburg C                 | 12  | 2 | 4 | 6 | 011:270 | 0,41  | 08:16  |
| 7.  | SC Jauer (M)                          | 12  | 2 | 2 | 8 | 012:700 | 1,71  | 06:18  |

| (M) | Titelverteidiger Bezirk      |
| (N) | Aufsteiger aus der 1. Klasse |

### Niederschlesische Bezirksmeisterschaft
Das Hinspiel fand am 1. Februar 1925 in Züllichau, das Rückspiel am 15. Februar 1925 in Liegnitz statt.
|                                            | Gesamt |                                            | Hinspiel | Rückspiel |
| ------------------------------------------ | ------ | ------------------------------------------ | -------- | --------- |
| FV 1920 Züllichau (Teilnehmer Abteilung A) | 0:3    | SpVgg Schupo Liegnitz (Sieger Abteilung B) | 0:1      | 0:2       |

## 1. Klasse Mittelschlesien
Die mittelschlesische Meisterschaft wurde zuerst in fünf Gauen ausgetragen, deren Sieger für die Finalrunde qualifiziert waren. Der Breslauer SC 08 wurden zum ersten Mal Mittelschlesischer Meister. Die Vereinigten Breslauer Sportfreunde durften als Titelverteidiger ebenfalls an der Endrunde um die südostdeutsche Fußballmeisterschaft teilnehmen.

### A-Liga Breslau
| Pl. | Verein                                     | Sp. | S | U | N  | Tore    | Quote | Punkte |
| --- | ------------------------------------------ | --- | - | - | -- | ------- | ----- | ------ |
| 1.  | Breslauer SC 08                            | 14  | 7 | 4 | 3  | 028:160 | 1,75  | 18:10  |
| 2.  | SC Hertha Breslau                          | 14  | 7 | 3 | 4  | 021:120 | 1,75  | 17:11  |
| 3.  | Vereinigte Breslauer Sportfreunde (M, SOM) | 14  | 7 | 3 | 4  | 023:140 | 1,64  | 17:11  |
| 4.  | VfB Breslau                                | 14  | 7 | 1 | 6  | 024:220 | 1,09  | 15:13  |
| 5.  | Breslauer FV 06                            | 14  | 6 | 3 | 5  | 020:210 | 0,95  | 15:13  |
| 6.  | SC Vorwärts Breslau                        | 14  | 3 | 6 | 5  | 016:230 | 0,70  | 12:16  |
| 7.  | SC Schlesien 1901-Rapid Breslau (N)        | 14  | 4 | 3 | 7  | 021:250 | 0,84  | 11:17  |
| 8.  | Breslauer SpVgg 05 Komet                   | 14  | 3 | 1 | 10 | 013:330 | 0,39  | 07:21  |

| (SOM) | südostdeutscher Titelverteidiger |
| (M)   | Titelverteidiger Bezirk          |
| (N)   | Aufsteiger aus der B-Liga        |

Relegationsspiele:
Das Hinspiel fand am 7. Juni 1925, das Rückspiel am 14. Juni 1925 statt.
|                                  | Gesamt |                                           | Hinspiel | Rückspiel |
| -------------------------------- | ------ | ----------------------------------------- | -------- | --------- |
| VfR 1897 Breslau (Sieger B-Liga) | 3:0    | Breslauer SpVgg 05 Komet (Letzter A-Liga) | 3:0      | 0:0       |

### Gau Oels
| Pl. | Verein                       | Sp. | S | U | N | Tore    | Quote | Punkte |
| --- | ---------------------------- | --- | - | - | - | ------- | ----- | ------ |
| 1.  | SSC 1901 Oels                | 8   | 7 | 0 | 1 | 021:100 | 2,10  | 14:20  |
| 2.  | VfR Oels                     | 8   | 4 | 2 | 2 | 016:140 | 1,14  | 10:60  |
| 3.  | SpVgg 08 Oels                | 8   | 4 | 1 | 3 | 011:110 | 1,00  | 09:70  |
| 4.  | VfB 1920 Groß Wartenberg (N) | 8   | 3 | 0 | 5 | 011:130 | 0,85  | 06:10  |
| 5.  | SC Preußen Festenberg        | 8   | 0 | 1 | 7 | 006:170 | 0,35  | 01:15  |

| (N) | Aufsteiger aus der 2. Klasse |

### Gau Brieg
| Pl. | Verein                | Sp. | S | U | N | Tore    | Quote | Punkte |
| --- | --------------------- | --- | - | - | - | ------- | ----- | ------ |
| 1.  | SC Brega Brieg II (N) | 8   | 5 | 3 | 0 | 021:900 | 2,33  | 13:30  |
| 2.  | SC Brega Brieg        | 8   | 4 | 4 | 0 | 018:100 | 1,80  | 12:40  |
| 3.  | SSC Brieg             | 7   | 1 | 4 | 2 | 007:100 | 0,70  | 06:80  |
| 4.  | SC Preußen Brieg      | 7   | 0 | 4 | 3 | 005:110 | 0,45  | 04:10  |
| 5.  | SSVgg Grottkau (N)    | 8   | 0 | 3 | 5 | 006:170 | 0,35  | 03:13  |

| (N) | Aufsteiger aus der 2. Klasse |

### Gau Namslau
| Pl. | Verein                 | Sp. | S | U | N | Tore    | Quote | Punkte |
| --- | ---------------------- | --- | - | - | - | ------- | ----- | ------ |
| 1.  | SC Preußen Namslau     | 8   | 8 | 0 | 0 | 032:400 | 8,00  | 16:0   |
| 2.  | VfB 1921 Carlsruhe     | 8   | 5 | 0 | 3 | 016:110 | 1,45  | 10:60  |
| 3.  | SV Schlesien Namslau   | 8   | 4 | 0 | 4 | 016:310 | 0,52  | 08:80  |
| 4.  | Sportfreunde Bernstadt | 8   | 3 | 0 | 5 | 010:900 | 1,11  | 06:10  |
| 5.  | SV 1924 Lorzendorf     | 8   | 0 | 0 | 8 | 009:280 | 0,32  | 0:16   |

### Gau Münsterberg
| Pl. | Verein                               | Sp. | S | U | N | Tore    | Quote | Punkte |
| --- | ------------------------------------ | --- | - | - | - | ------- | ----- | ------ |
| 1.  | SV Preußen Glatz D (N)               | 3   | 3 | 0 | 0 | 007:200 | 3,50  | 06:0   |
| 2.  | Vereinigte Strehlener Sportfreunde D | 4   | 3 | 0 | 1 | 011:500 | 2,20  | 06:20  |
| 3.  | RSV Hertha Münsterberg D             | 4   | 2 | 0 | 2 | 005:300 | 1,67  | 04:40  |
| 4.  | SuSV 1910 Frankenstein D             | 2   | 0 | 0 | 2 | 001:600 | 0,17  | 0:40   |
| 5.  | VfB Glatz D                          | 3   | 0 | 0 | 3 | 001:900 | 0,11  | 0:60   |

### Mittelschlesische Bezirksmeisterschaft
Vorrunde:
| Datum           |                    | Ergebnis |               | Ort     |
| --------------- | ------------------ | -------- | ------------- | ------- |
| 8. Februar 1925 | SC Preußen Namslau | 1:2      | SSC 1901 Oels | Namslau |

Halbfinale:
| Datum            |                 | Ergebnis |                  | Ort         |
| ---------------- | --------------- | -------- | ---------------- | ----------- |
| 15. Februar 1925 | Breslauer SC 08 | 1:0      | SV Preußen Glatz | Münsterberg |
| 15. Februar 1925 | SSC 1901 Oels   | 7:0      | SC Brega Brieg   | Oels        |

Finale:
| Datum            |                 | Ergebnis |               | Ort     |
| ---------------- | --------------- | -------- | ------------- | ------- |
| 22. Februar 1925 | Breslauer SC 08 | 5:0      | SSC 1901 Oels | Breslau |

## A-Klasse Oberschlesien
Die oberschlesische Meisterschaft wurde in fünf regionalen Gauklassen ausgetragen, deren Sieger sich für die Finalrunde qualifizierten. Die Gaue Gleiwitz, Oppeln und Neustadt wurden jeweils in zwei Gruppen ausgetragen. Oberschlesischer Meister wurde zum fünften Mal der Beuthener SuSV 09. Zur kommenden Saison wurde eine zweigleisige Bezirksliga über den regionalen Klassen eingeführt.

### Gau Beuthen

#### Abschlusstabelle
| Pl. | Verein               | Sp. | S | U | N  | Tore    | Quote | Punkte |
| --- | -------------------- | --- | - | - | -- | ------- | ----- | ------ |
| 1.  | Beuthener SuSV 09    | 10  | 9 | 0 | 1  | 043:500 | 8,60  | 18:20  |
| 2.  | FC Wacker Beuthen    | 10  | 9 | 0 | 1  | 019:110 | 1,73  | 18:20  |
| 3.  | VfB 1918 Beuthen     | 10  | 5 | 0 | 5  | 012:140 | 0,86  | 10:10  |
| 4.  | VfR 1920 Beuthen (N) | 10  | 4 | 0 | 6  | 014:170 | 0,82  | 08:12  |
| 5.  | Sportfreunde Roßberg | 10  | 3 | 0 | 7  | 010:200 | 0,50  | 06:14  |
| 6.  | SV Borsigwerk (N)    | 10  | 0 | 0 | 10 | 009:400 | 0,23  | 0:20   |

Entscheidungsspiel Platz 1:
| Datum           |                   | Ergebnis  |                   | Ort     |
| --------------- | ----------------- | --------- | ----------------- | ------- |
| 18. Januar 1925 | Beuthener SuSV 09 | 1:0 n. V. | FC Wacker Beuthen | Beuthen |

#### Aufstiegsrunde Beuthen
| Pl. | Verein               | Sp. | S | U | N | Tore    | Quote | Punkte |
| --- | -------------------- | --- | - | - | - | ------- | ----- | ------ |
| 1.  | VfB 1918 Beuthen     | 2   | 2 | 0 | 0 | 003:100 | 3,00  | 04:0   |
| 2.  | Sportfreunde Roßberg | 2   | 1 | 0 | 1 | 005:400 | 1,25  | 02:20  |
| 3.  | VfR 1920 Beuthen (N) | 2   | 0 | 0 | 2 | 002:500 | 0,40  | 0:40   |

### Gau Gleiwitz

#### Gleiwitz Ostkreis
| Pl. | Verein                             | Sp. | S | U | N | Tore    | Quote | Punkte |
| --- | ---------------------------------- | --- | - | - | - | ------- | ----- | ------ |
| 1.  | SC Vorwärts Gleiwitz (M)           | 6   | 5 | 1 | 0 | 016:300 | 5,33  | 11:10  |
| 2.  | SC Preußen Zaborze                 | 6   | 3 | 0 | 3 | 009:110 | 0,82  | 06:60  |
| 3.  | Vereinigte Gleiwitzer Sportfreunde | 6   | 2 | 1 | 3 | 009:120 | 0,75  | 05:70  |
| 4.  | RV 09 Gleiwitz                     | 6   | 1 | 0 | 5 | 004:120 | 0,33  | 02:10  |

| (M) | Titelverteidiger Bezirk |

#### Gleiwitz Westkreis
| Pl. | Verein                    | Sp. | S | U | N | Tore    | Quote | Punkte |
| --- | ------------------------- | --- | - | - | - | ------- | ----- | ------ |
| 1.  | VfB 1910 Gleiwitz         | 6   | 5 | 0 | 1 | 010:400 | 2,50  | 10:20  |
| 2.  | 1. FC Hindenburg (N)      | 6   | 4 | 1 | 1 | 008:700 | 1,14  | 09:30  |
| 3.  | VfR 1919 Gleiwitz         | 6   | 1 | 2 | 3 | 004:800 | 0,50  | 04:80  |
| 4.  | SpVgg Deichsel Hindenburg | 6   | 0 | 1 | 5 | 000:300 | 0,00  | 01:11  |

| (N) | Aufsteiger aus der Kreisklasse |

#### Meisterschaft Gleiwitz
Das Hinspiel fand am 9. November 1924 in Gleiwitz, das Rückspiel am 16. November 1924 ebenfalls in Gleiwitz statt.
|                                                  | Gesamt |                                              | Hinspiel | Rückspiel |
| ------------------------------------------------ | ------ | -------------------------------------------- | -------- | --------- |
| SC Vorwärts Gleiwitz (Sieger Gleiwitz Westkreis) | 2:5    | VfB 1910 Gleiwitz (Sieger Gleiwitz Ostkreis) | 0:2      | 2:3       |

#### Aufstiegsrunde Gleiwitz
| Pl. | Verein                             | Sp. | S | U | N | Tore    | Quote | Punkte |
| --- | ---------------------------------- | --- | - | - | - | ------- | ----- | ------ |
| 1.  | SC Preußen Zaborze                 | 9   | 6 | 2 | 1 | 026:800 | 3,25  | 14:40  |
| 2.  | RV 09 Gleiwitz                     | 9   | 5 | 3 | 1 | 017:100 | 1,70  | 13:50  |
| 3.  | Vereinigte Gleiwitzer Sportfreunde | 9   | 4 | 2 | 3 | 010:110 | 0,91  | 10:80  |
| 4.  | SpVgg Deichsel Hindenburg          | 9   | 3 | 1 | 5 | 013:210 | 0,62  | 07:11  |
| 5.  | 1. FC Hindenburg                   | 10  | 2 | 2 | 6 | 013:200 | 0,65  | 06:14  |
| 6.  | VfR 1919 Gleiwitz                  | 10  | 3 | 0 | 7 | 006:150 | 0,40  | 06:14  |

### Gau Ratibor
| Pl. | Verein                          | Sp. | S | U | N | Tore    | Quote | Punkte |
| --- | ------------------------------- | --- | - | - | - | ------- | ----- | ------ |
| 1.  | SV Preußen Ratibor              | 8   | 4 | 3 | 1 | 015:700 | 2,14  | 11:50  |
| 2.  | SV 1919 Ostrog                  | 8   | 5 | 0 | 3 | 017:130 | 1,31  | 10:60  |
| 3.  | Vereinigte Coseler Sportfreunde | 8   | 3 | 2 | 3 | 019:140 | 1,36  | 08:80  |
| 4.  | SpVgg Ratibor 03                | 8   | 3 | 2 | 3 | 013:140 | 0,93  | 08:80  |
| 5.  | Sportfreunde Ratibor            | 8   | 1 | 1 | 6 | 005:210 | 0,24  | 03:13  |

| (N) | Aufsteiger aus der 2. Klasse |

### Gau Oppeln

#### Oppeln Ostkreis
| Pl. | Verein                            | Sp. | S | U | N | Tore    | Quote | Punkte |
| --- | --------------------------------- | --- | - | - | - | ------- | ----- | ------ |
| 1.  | SpVgg 1911 Kreuzburg              | 5   | 5 | 0 | 0 | 013:200 | 6,50  | 10:0   |
| 2.  | VfB Groß Strehlitz                | 5   | 4 | 0 | 1 | 010:400 | 2,50  | 08:20  |
| 3.  | Sportfreunde Preußen Konstadt (N) | 6   | 1 | 0 | 5 | 000:400 | 0,00  | 02:10  |
| 4.  | VfB Zawadzki                      | 6   | 1 | 0 | 5 | 001:140 | 0,07  | 02:10  |

| (N) | Aufsteiger aus der 2. Klasse |

#### Oppeln Westkreis
| Pl. | Verein                     | Sp. | S | U | N | Tore    | Quote | Punkte |
| --- | -------------------------- | --- | - | - | - | ------- | ----- | ------ |
| 1.  | VfR Oppeln                 | 6   | 4 | 1 | 1 | 022:700 | 3,14  | 09:30  |
| 2.  | Vgt. Oppelner Sportfreunde | 6   | 4 | 1 | 1 | 012:500 | 2,40  | 09:30  |
| 3.  | SV Diana Oppeln            | 6   | 1 | 2 | 3 | 009:180 | 0,50  | 04:80  |
| 4.  | SV 1912 Königlich Neudorf  | 6   | 1 | 0 | 5 | 004:170 | 0,24  | 02:10  |

Entscheidungsspiel Platz 1:
| Datum             |            | Ergebnis  |                            | Ort    |
| ----------------- | ---------- | --------- | -------------------------- | ------ |
| 14. Dezember 1924 | VfR Oppeln | 0:2 n. V. | Vgt. Oppelner Sportfreunde | Oppeln |

#### Meisterschaft Oppeln
Das Hinspiel fand am 4. Januar 1925 in Kreuzburg, das Rückspiel am 11. Januar 1925 in Oppeln statt.
|                                               | Gesamt |                                                      | Hinspiel | Rückspiel |
| --------------------------------------------- | ------ | ---------------------------------------------------- | -------- | --------- |
| SpVgg 1911 Kreuzburg (Sieger Oppeln Ostkreis) | 2:3    | Vgt. Oppelner Sportfreunde (Sieger Oppeln Westkreis) | 1:1      | 1:2       |

### Gau Neustadt

#### Neustadt Ostkreis
| Pl. | Verein                              | Sp. | S | U | N  | Tore    | Quote | Punkte |
| --- | ----------------------------------- | --- | - | - | -- | ------- | ----- | ------ |
| 1.  | SV Guts Muths Neustadt              | 8   | 8 | 0 | 0  | 019:400 | 4,75  | 16:0   |
| 2.  | SpVgg Zülz (N)                      | 9   | 7 | 0 | 2  | 020:120 | 1,67  | 14:40  |
| 3.  | VfR Neustadt                        | 7   | 6 | 0 | 1  | 012:300 | 4,00  | 12:20  |
| 4.  | SC Preußen Neustadt E               | 10  | 5 | 0 | 5  | 009:700 | 1,29  | 10:10  |
| 5.  | Sportfreunde Deutsch-Rasselwitz (N) | 10  | 5 | 0 | 5  | 002:150 | 0,13  | 10:10  |
| 6.  | SV Preußen Leobschütz (N)           | 12  | 2 | 0 | 10 | 003:900 | 0,33  | 04:20  |
| 6.  | Oberglogauer Sportfreunde (N)       | 12  | 1 | 0 | 11 | 005:200 | 0,25  | 02:22  |

| (N) | Aufsteiger aus der 2. Klasse |

#### Neustadt Westkreis
| Pl. | Verein                   | Sp. | S | U | N | Tore    | Quote | Punkte |
| --- | ------------------------ | --- | - | - | - | ------- | ----- | ------ |
| 1.  | SC Schlesien Neisse      | 6   | 6 | 0 | 0 | 013:600 | 2,17  | 12:0   |
| 2.  | Sportfreunde 1919 Neisse | 6   | 4 | 0 | 2 | 018:600 | 3,00  | 08:40  |
| 3.  | SV Ziegenhals            | 6   | 2 | 0 | 4 | 006:190 | 0,32  | 04:80  |
| 4.  | SC Preußen Neisse (N)    | 6   | 0 | 0 | 6 | 004:100 | 0,40  | 0:12   |

| (N) | Aufsteiger aus der Kreisklasse |

#### Meisterschaft Neustadt
Das Hinspiel fand am 11. Januar 1925 in Neisse, das Rückspiel am 18. Januar 1925 in Neustadt statt.
|                                                 | Gesamt |                                                   | Hinspiel | Rückspiel |
| ----------------------------------------------- | ------ | ------------------------------------------------- | -------- | --------- |
| SC Schlesien Neisse (Sieger Neustadt Westkreis) | 4:3    | SV Guts Muths Neustadt (Sieger Neustadt Ostkreis) | 2:1      | 2:2       |

### Oberschlesische Bezirksmeisterschaft
| Pl. | Verein                                         | Sp. | S | U | N | Tore    | Quote | Punkte |
| --- | ---------------------------------------------- | --- | - | - | - | ------- | ----- | ------ |
| 1.  | Beuthener SuSV 09 (Sieger Gau Beuthen)         | 4   | 4 | 0 | 0 | 015:200 | 7,50  | 08:0   |
| 2.  | VfB 1910 Gleiwitz (Sieger Gau Gleiwitz)        | 4   | 3 | 0 | 1 | 010:700 | 1,43  | 06:20  |
| 3.  | Vgt. Oppelner Sportfreunde (Sieger Gau Oppeln) | 4   | 2 | 0 | 2 | 012:700 | 1,71  | 04:40  |
| 4.  | SV Preußen Ratibor (Sieger Gau Ratibor)        | 4   | 1 | 0 | 3 | 004:700 | 0,57  | 02:60  |
| 5.  | SC Schlesien Neisse (Teilnehmer Gau Neustadt)  | 4   | 0 | 0 | 4 | 003:210 | 0,14  | 0:80   |

## Endrunde
Die Endrunde um die südostdeutsche Fußballmeisterschaft wurde in der Saison 1924/25 erneut als Rundenturnier ausgetragen. Qualifiziert waren die Sieger der 5 Bezirksklassen sowie der Titelverteidiger Sportfreunde Breslau. Da FC Viktoria Forst und der Breslauer SC 08 am Ende des Turniers punktgleich waren, gab es ein Entscheidungsspiel, welches Forst gewann und somit zum ersten Mal südostdeutscher Meister wurde. Ab dieser Saison qualifizierte sich ebenfalls der Vizemeister für die deutsche Fußballmeisterschaft.
| Pl. | Verein                                                     | Sp. | S | U | N | Tore    | Quote | Punkte |
| --- | ---------------------------------------------------------- | --- | - | - | - | ------- | ----- | ------ |
| 1.  | FC Viktoria Forst (Sieger Bezirk Niederlausitz)            | 5   | 4 | 0 | 1 | 014:400 | 3,50  | 08:20  |
| 2.  | Breslauer SC 08 (Sieger Bezirk Mittelschlesien)            | 5   | 4 | 0 | 1 | 016:500 | 3,20  | 08:20  |
| 3.  | Vereinigte Breslauer Sportfreunde (SOM) (Titelverteidiger) | 5   | 3 | 0 | 2 | 013:600 | 2,17  | 06:40  |
| 4.  | Beuthener SuSV 09 (Sieger Bezirk Oberschlesien)            | 5   | 3 | 0 | 2 | 010:800 | 1,25  | 06:40  |
| 5.  | Saganer SV (Sieger Bezirk Oberlausitz)                     | 5   | 1 | 0 | 4 | 009:210 | 0,43  | 02:80  |
| 6.  | SpVgg Schupo Liegnitz (Sieger Bezirk Niederschlesien)      | 5   | 0 | 0 | 5 | 004:220 | 0,18  | 0:10   |

| (SOM) | südostdeutscher Titelverteidiger |

Entscheidungsspiel Platz 1:
| Datum         |                   | Ergebnis |                 | Ort     |
| ------------- | ----------------- | -------- | --------------- | ------- |
| 5. April 1925 | FC Viktoria Forst | 1:0      | Breslauer SC 08 | Cottbus |